# Яльмар Гаммаршельд
Кнут Яльмар Леонард Гаммаршельд (швед. Knut Hjalmar Leonard Hammarskjöld, 1862—1953) — шведський державний діяч, дипломат; в 1914—1917 — прем'єр-міністр Швеції. З 1923 по 1938 рік — член Риксдагу (шведського парламенту). Відомий також як учений — історик та юрист; член Шведської Академії (з 1918 року).
Яльмар Гаммаршельд — батько Даґа Гаммаршельда (1905—1961), Генерального секретаря Організації Об'єднаних Націй в 1953—1961 роках, лауреата Нобелівської премії миру 1961 року.

## Біографія

### Походження, освіта
Яльмар Гаммаршельд належав до знатного шведського дворянського роду Гаммаршельдів. Відомо, що засновник роду Педер (Пер) Мікаельссон (бл. 1560—1646) перебував на військовій службі у короля Швеції Карла IX, 1610 року був посвячений у лицарі під ім'ям Hammarsköld, а пізніше був призначений головнокомандуючим військами на острові Еланд. Серед його нащадків переважали військові, але були й люди, відомі в інших сферах діяльності, як, наприклад, письменник та історик літератури Лоренцо Гаммаршельд (1785—1827), двоюрідний дід Яльмара.
Яльмар був старшим сином капітана Кнута Гаммаршельда (1818—1891) та Марії (Міммо) Гаммаршельд, уродженої Кестер (Mimmi Cöster, 1832—1901). У родини було два сини — Яльмар і його молодший брат Карл Густав (1865—1940), який також став видатним державним діячем, і в 1920—1921 роках очолював Міністерство оборони Швеції.
З 1878 по 1884 рік він навчався в Упсальському університеті, де отримав юридичну освіту.

### Політична кар'єра

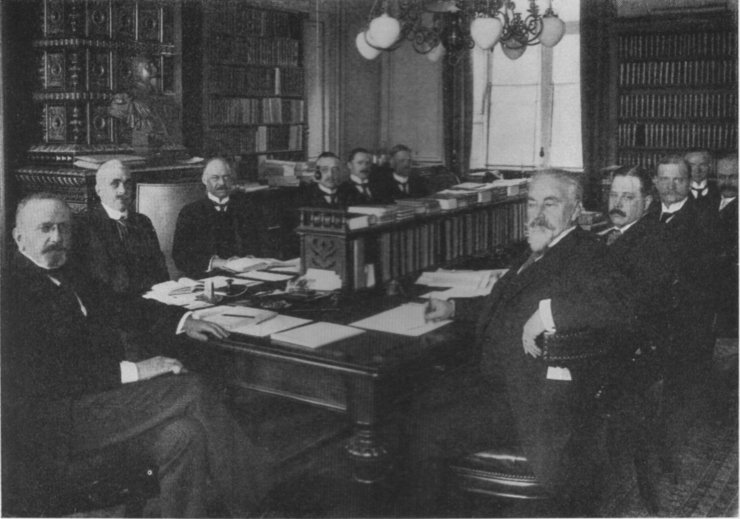
Яльмар Гаммаршельд (ліворуч, на чолі столу) і його кабінет міністрів

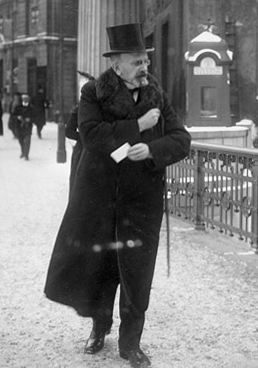
Прем'єр-міністр Швеції Яльмар Гаммаршельд на шляху з будівлі уряду до будівлі парламенту. Березень 1917

Після закінчення навчання в університеті працював у апеляційному суді, потім секретарем у комітеті з підготовки проектів законів, пізніше займав різні судові посади. З 1886 року — також доцент в Упсальському університеті.
З 1890-х також активно займався питаннями міжнародного права, брав участь у різних міжнародних нарадах та конференціях як представник Швеції, входив до складу декількох міжнародних комісій, у тому числі як голова; брав участь у Другій Гаазькій конференції з міжнародного права (1907). Все це поклало відбиток як на його власну кар'єру, так і на кар'єру його дітей: в майбутньому і сам Даґ, і два його старші брати займалися питаннями міжнародного права (Бу Гаммаршельд зробив кар'єру на державній службі, Оке Гаммаршельд працював в міжнародному суді ООН).
З 1905 — на дипломатичній службі в Копенгагені. З 1907 року — губернатор лену Уппсала.
17 січня 1914, після відставки ліберального уряду, Яльмар Гаммаршельд був призначений на посаду прем'єр-міністра Швеції. У сформованому ним кабінеті міністрів він до 15 серпня 1914 очолював також міністерство оборони Швеції.
У шведській літературі, присвяченій історії Швеції початку XX століття, Яльмара Гаммаршельда зазвичай представляють як промонархічного антидемократичного політика. Критиці піддавалася і політика Гаммаршельда по відношенню до Німеччини під час Першої світової війни: незважаючи на невдоволення країн Антанти, Швеція продовжувала підтримувати торговельні відносини з усіма країнами, які брали участь у війні, в тому числі й з Німеччиною. Гаммаршельд вважав, що зі стратегічної точки зору він правий, а прагнення дотримуватися лінії суворого нейтралітету повинне забезпечити країні після закінчення війни стійке міжнародне положення. До весни 1917 року негативне ставлення до його політики як у шведському суспільстві в цілому, так і серед членів його уряду стало настільки сильним, що Гаммаршельд був змушений піти у відставку. Як пізніше писав його син, Даґ Гаммаршельд, «єдиною надійною опорою батька залишилася його вірність власним переконанням. Поради інших, якими б доброзичливими та цінними вони не були, не могли звільнити його від відповідальності».

## Діяльність після виходу у відставку
1918 року Яльмар Гаммаршельд був обраний у Шведську Академію — одну з Королівських шведських академій, яка складається з 18 місць, котрі пожитєєво займають шведські письменники, вчені та громадські діячі, та відповідає за нормування шведської мови, а також присуджує Нобелівську премію з літератури. Примітно, що Даґ Гаммаршельд, син Яльмара, вже будучи Генеральним секретарем ООН, 1954 року був обраний до Шведської Академії, причому зайняв те саме крісло № 17, яке займав його батько, — це єдиний подібний випадок в історії Академії.

### Сім'я
8 вересня 1890 року Яльмар Гаммаршельд одружився з Агнес Альмквіст (1866—1940), дочкою Густава Альмквіста, генерального директора шведської тюремної служби (Fångvårdsstyrelsen).

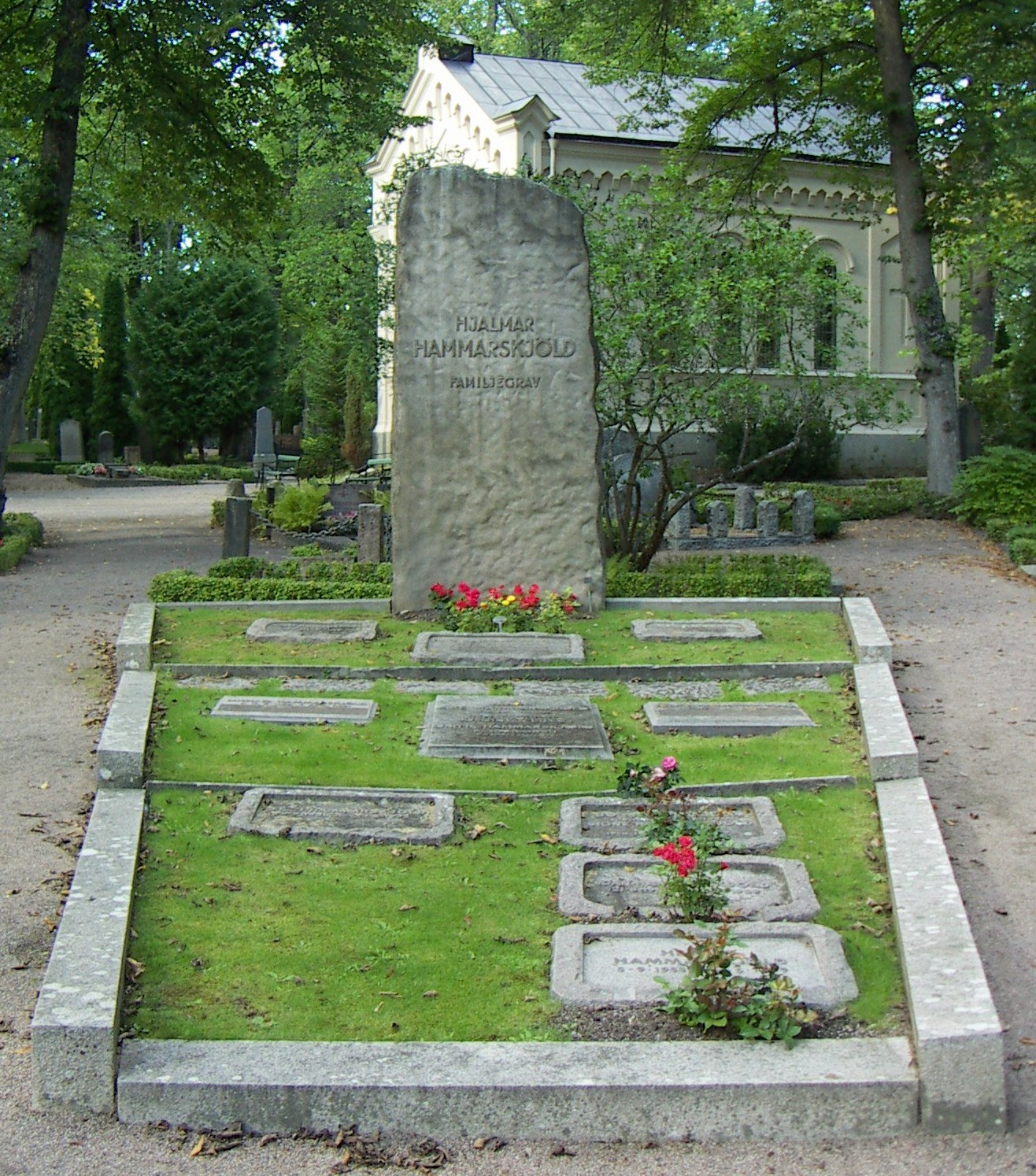
Старе кладовище Уппсали, сімейна могила Гаммаршельда. Пам'ятник Яльмару Гаммаршельду.
Фотографія 2006 року

У них народилося четверо синів:
- Бу (Bo)[sv] (1891—1974) — політик, дипломат;
- Оке (Åke)[de] (1893—1937) — юрист, дипломат;
- Стен (Sten) (1900—1972) — секретар, письменник;
- Даг (Dag) (1905—1961) — політик, дипломат.

### Смерть
Яльмар Гаммаршельд помер 12 жовтня 1953 року.
24 жовтня 1953 року він був похований в родинній могилі на старому кладовищі міста Уппсала.